# Macropora uttleyi
Macropora uttleyi är en mossdjursart som beskrevs av de la Cuadra och Garcia-Gomez 1997. Macropora uttleyi ingår i släktet Macropora och familjen Macroporidae. Inga underarter finns listade i Catalogue of Life.